# Cedar Crest (Oklahoma)
Cedar Crest es un lugar designado por el censo ubicado en el condado de Mayes  en el estado estadounidense de Oklahoma. En el año 2010 tenía una población de 	312 habitantes y una densidad poblacional de 21,97 personas por km².

## Geografía
Cedar Crest se encuentra ubicado en las coordenadas 36°7′17.35″N 95°9′58.24″O / 36.1214861, -95.1661778 (36.121485° -95.166178°). Según la Oficina del Censo de los Estados Unidos, Cedar Crest tiene una superficie total de 5,489 mi² (14,2 km²), de la cual 5,489 mi² (14,2 km²) corresponden a tierra firme y 0 mi² (0 km²) es agua.

## Demografía
Según la Oficina del Censo en 2000 los ingresos medios por hogar en la localidad eran de $26,053 y los ingresos medios por familia eran $26,125. Los hombres tenían unos ingresos medios de $44,167 frente a los $21,979 para las mujeres. La renta per cápita para la localidad era de $15,663. Alrededor del 30.0% de la población estaban por debajo del umbral de pobreza.